# Aeroportul Derby
Aeroportul Derby (IATA: DRB, ICAO: YDBY) este un aeroport din Australia de Vest, Australia.
Situat la o altitudine de 11 m, aeroportul dispune de o singură pistă. Este operat de Shire of Derby-West Kimberley⁠(d).